# L'Homme à tout faire (film, 1980)
Pour les articles homonymes, voir L'Homme à tout faire.
Pour plus de détails, voir Fiche technique et Distribution.
L'Homme à tout faire est un film québécois réalisé par Micheline Lanctôt, sorti en 1980.

## Synopsis
Une femme au foyer entreprend de faire des rénovations. Pendant que son mari est parti en voyage, elle commence à aimer la relation qui se crée entre elle et la personne engagée pour les travaux: l'homme à tout faire. De jour en jour, elle a de nouveaux projets... Si bien que le temps des travaux s'éternise. Quelle sera la réaction du mari à son retour? Et comment l'homme à tout faire se sortira de la situation ?

## Fiche technique
Source : IMDb, sauf mention contraire
- Réalisateur : Micheline Lanctôt
- Scénariste : Micheline Lanctôt
- Musique du film : François Lanctôt
- Directeur de la photographie : André Gagnon
- Montage : Annick de Bellefeuille
- Direction artistique : Normand Sarazin
- Création des costumes : Henri Huet
- Société de production : Corporation Image M & M
- Format : Couleur - Son mono
- Pays d'origine : Canada
- Genre : Film dramatique - romance
- Durée : 99 minutes
- Date de sortie :		
  - Canada : 14 mars 1980

## Distribution
- Jocelyn Bérubé : Armand Dorion
- Andrée Pelletier : Therese St-Amant
- Madeleine Guérin : Mère d'Armand
- Paul Dion : Coquel'oeil
- Pauline Lapointe : Huguette épouse d'Armand
- Francis Labrecque : Pierrot fils de Huguette
- Martin Labrecque : Jean-Marie
- Camille Bélanger : La serveuse
- Danielle Schneider : Manon Lachapelle
- Marcel Sabourin : Georges Poitras, chauffeur
- Louise Lambert : Louise
- Martine Pratte : Nathalie
- Janette Bertrand : Mme Lamarche, mère Thérèse
- Louis Thompson : Commis de la quincaillerie
- Gilles Renaud : Armand St-Amant
- Roger Turcotte : Joueur de cartes
- Guy Thauvette : Joueur de cartes
- Claude Charron : Un client
- Véronique Vilbert : Pharmacienne
- Denis Yukong Ménard : Déménageur